# Stadtschule (Eilenburg)

Ansicht der Stadtschule an der Südpromenade von Nordosten (um 1910)

Die Stadtschule in Eilenburg war ein repräsentatives Schulgebäude der Gründerzeit. Das 1894 als Volksschule in Nutzung genommene Bauwerk wurde im Zweiten Weltkrieg zerstört.

## Lage
Die Stadtschule lag südlich der Altstadt im Verlauf des Südrings (heute Dr.-Külz-Ring), der nach dem Abbruch der Stadtbefestigung bis 1906 zu einer Promenade umgestaltet wurde. Die Schule erhielt die Hausnummer 8. Der Südring wechselte mehrfach den Namen, hieß bis 1906 Dammstraße, ab 1906 Südpromenade und von 1933 bis 1945 Herrmann-Göring-Ring. Das Schulgelände war begrenzt von der Canalstraße (seit 1906 Schreckerstraße) im Süden sowie der Schulstraße und der Röberstraße im Westen bzw. Osten. Das Baufeld war Teil der südlichen Stadterweiterung, die mit der Eröffnung des Bahnhofs 1872 ihren Anfang nahm und sich bis in die 1920er Jahre hinzog.

## Geschichte
Der Bau der Stadtschule war Teil eines großzügigen Schulbauprogramms in der Zeit um die Jahrhundertwende, in dessen Rahmen auch die Ostschule (1883), die Bürgerschule (1887), die Bergschule (1904), das Realgymnasium (1906) und das Königliche Lehrerseminar (1911) entstanden. Es war nötig geworden, da die Stadt ein stetiges Bevölkerungswachstum erfuhr und damit auch die Schülerzahl anstieg.
Aus diesem Grund fassten die Stadtväter 1889 den Plan zum Bau einer Volksschule. Als Vorbild diente – auch zur Abschätzung der anfallenden Kosten – der Bau einer Knabendoppelschule in Magdeburg, dessen Bauzeichnungen der Magistrat 1890 angefordert hatte. Schwieriger gestaltete sich die Suche nach einem geeigneten Standort. Die ursprünglich avisierten Baugrundstücke in der Wilhelmstraße (seit 1948 Bernhardistraße) hätten zur Folge gehabt, dass sich der Neubau den Schulhof mit der Bürgerschule hätte teilen müssen. Der hervorgerufene Widerstand ließ die Entscheidung auf den Bauplatz am Südring fallen. Die 1892 durchgeführten Baugrunduntersuchungen kamen zu einem positiven Ergebnis, so dass die Baupläne und der Kostenanschlag erstellt werden konnten. Mit dem Projekt wurden die auf den Schulhausbau spezialisierten Architekten Ludwig und Hülssner aus Leipzig betraut. Die veranschlagten Kosten in Höhe von 132.000 Mark konnten nach Einholung von Angeboten der ausführenden Gewerke nicht gehalten werden, so dass Einsparungen unter anderem an den Portaleinfassungen, Fensterkonstruktionen, der Dacheindeckung und der Turnhalle vorgenommen wurden. Nach der Genehmigung der übergeordneten Behörde in Merseburg erfolgte noch 1892 die Fundamentierung. Der Hochbau startete am 1. März 1893. Die Einweihung erfolgte nach einjähriger Bauzeit am 2. April 1894.

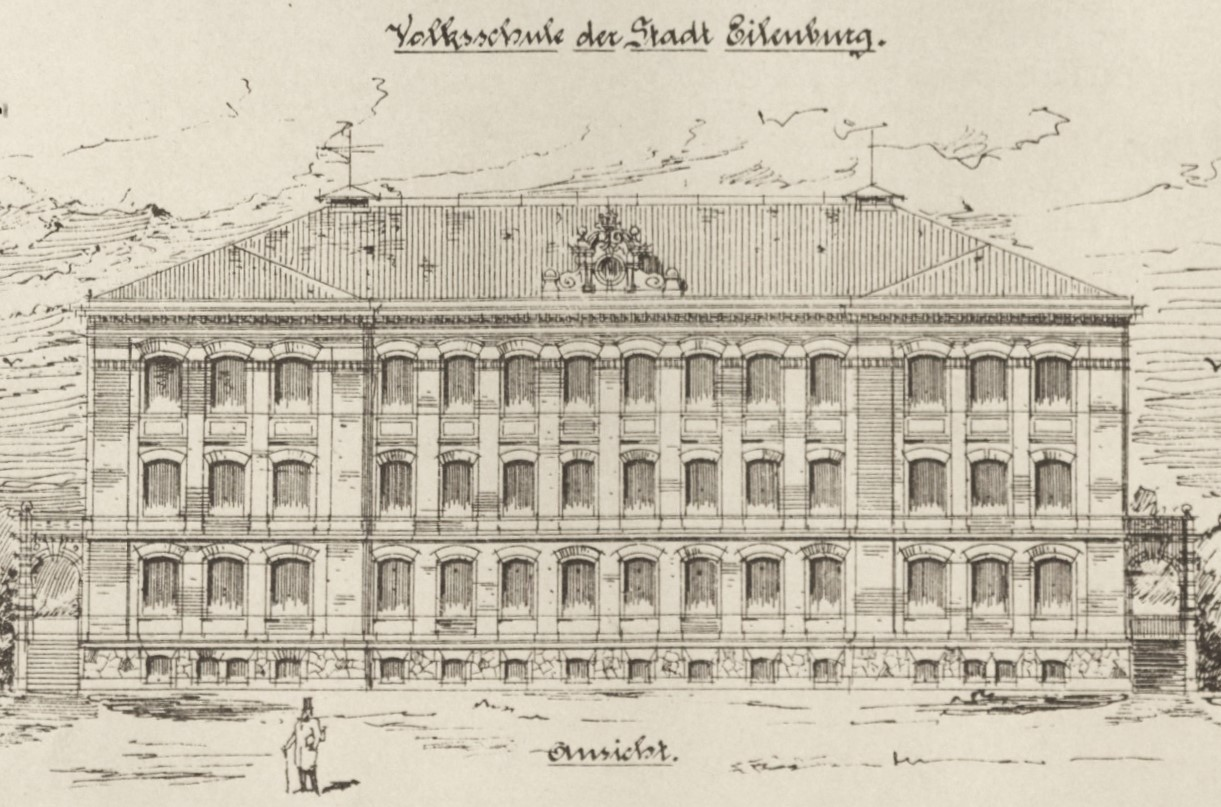
Bauzeichnung der ausführenden Architekten Ludwig und Hülssner (1893)
Die Stadtschule im städtebaulichen Kontext an der neu gestalteten Südpromenade (um 1915)
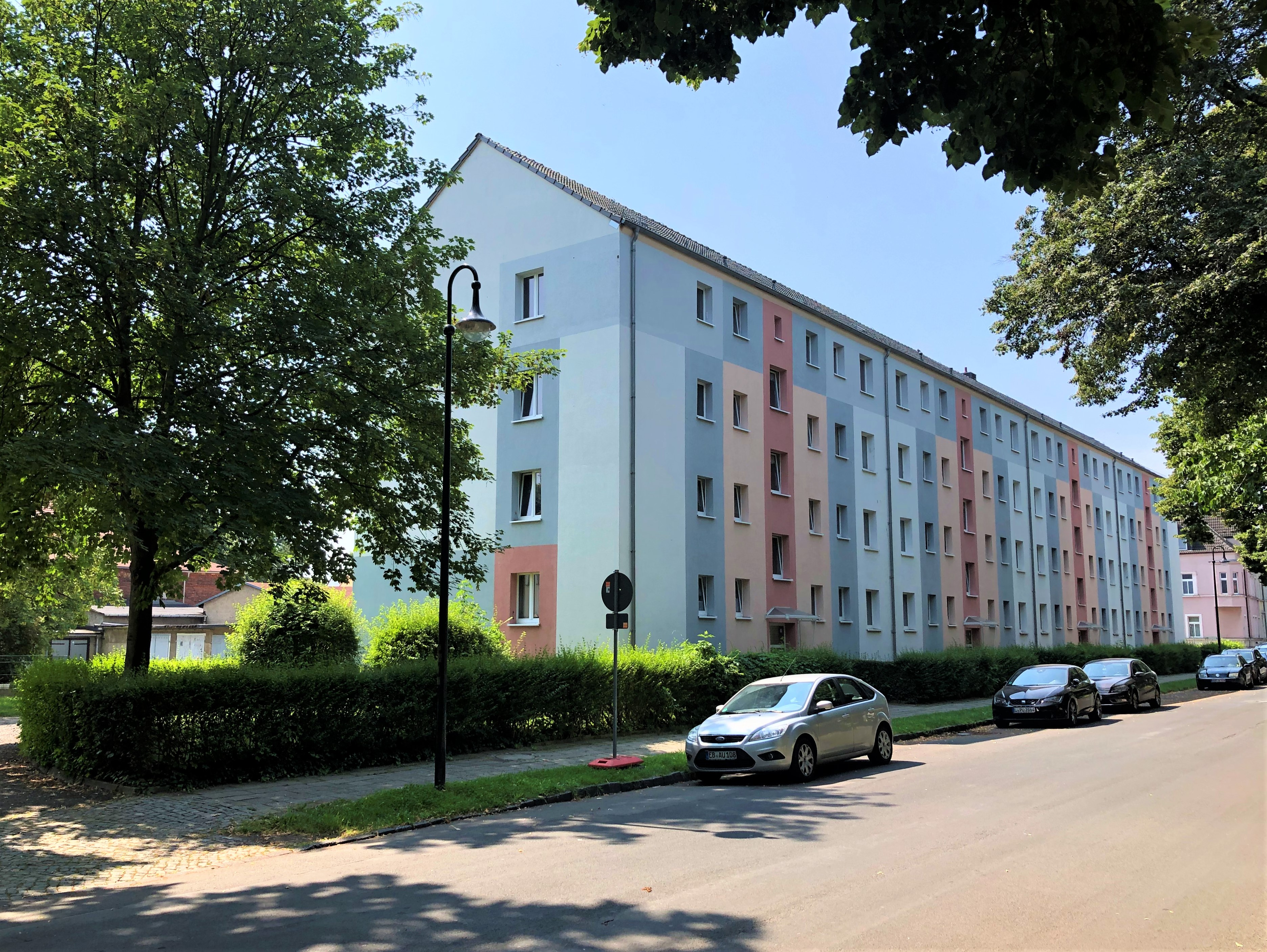
Wohnblock, Bj. 1960, am Standort der ehemaligen Stadtschule (2021)
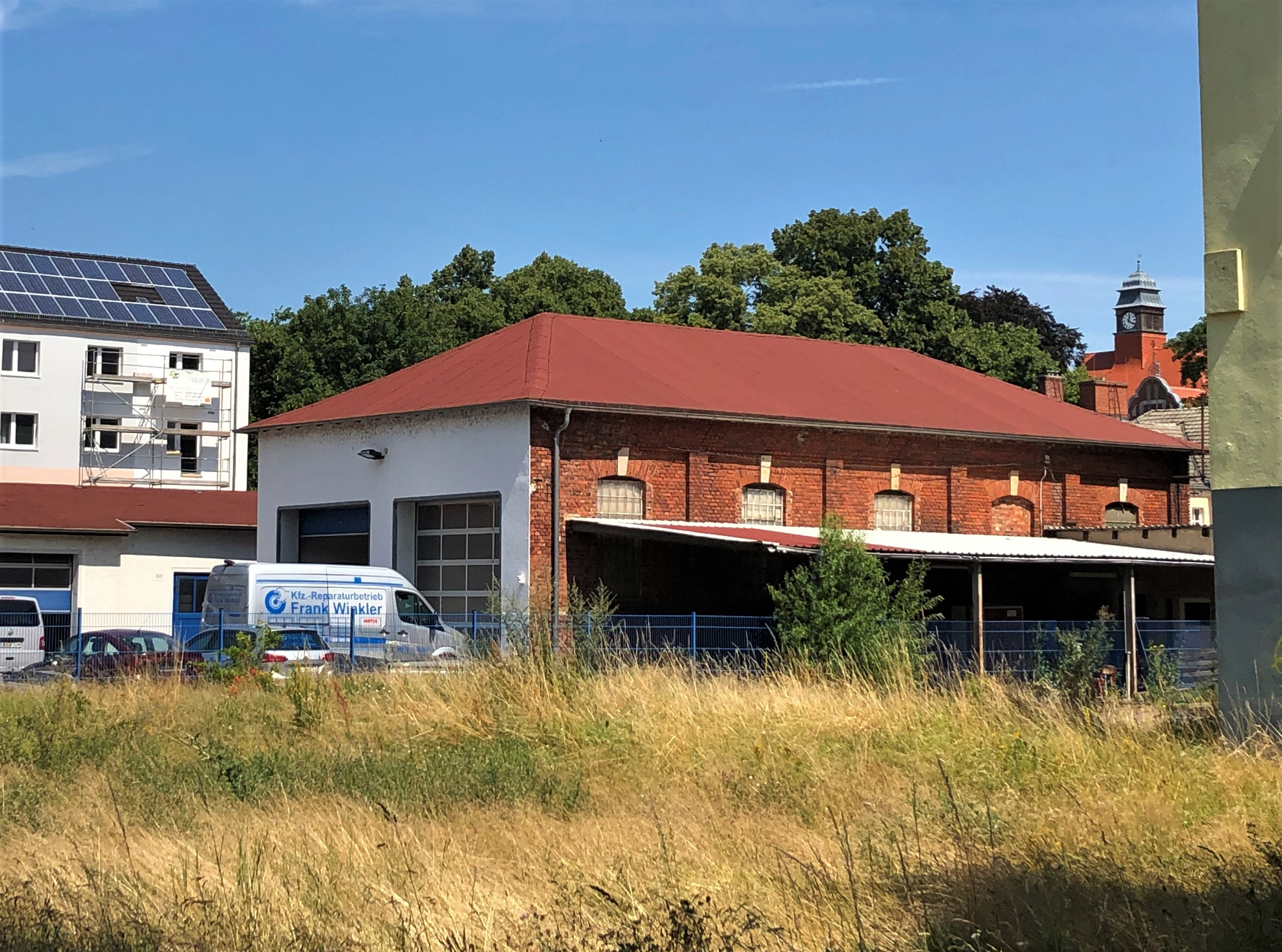
Die umgenutzte und stark veränderte ehemalige Turnhalle (2021)

Zusätzlich zum Schulbetrieb nahm das Gebäude in den letzten Jahren seines Bestehens auch eine Fortbildungsschule für Erwachsene im Obergeschoss auf. Im letzten Kriegsjahr diente die Stadtschule und ein an der Südpromende liegender Splitterschutzbunker als Lazarett der Wehrmacht. Seit dem 9. April 1945 war der Unterricht wegen anhaltender Fliegeralarme eingestellt. Damit war der 7. April 1945 vermutlich der letzte Schultag im Gebäude. Trotz ihrer Kenntlichmachung mit dem internationalen Schutzzeichen für Sanitätseinrichtungen erhielt die Stadtschule in den letzten Kriegstagen mehrere schwere Treffer durch die amerikanische Artillerie. Die verbliebene Ruine wurde 1952 abgerissen. Die Prämisse der Stadt war dabei, dass die rückgewonnenen Ziegel in Eilenburg verblieben. 1960 wurde an der Stelle ein Wohnblock errichtet, der bis heute vorhanden ist. Die Turnhalle ist in der mittlerweile verbauten Hofsituation noch vorhanden, war später Teil der Feuerwache und wird aktuell von einem Kfz-Reparaturbetrieb genutzt. Der Kindergarten in der Röberstraße (1955/56) und seine Außenbereiche liegen auch auf dem Gelände der ehemaligen Stadtschule.

## Baubeschreibung

### Kubatur und Außenhülle

Die hofseitige Ansicht der Stadtschule mit einem der überdachten Übergänge zur Turnhalle (angeschnitten, um 1910)
Die Stadtschule und das 1913 eingeweihte Franz-Abt-Denkmal (um 1915)

Die Stadtschule war dreigeschossig und bestand aus einem Mittelbau und zwei Seitenflügeln. Sie maß 40 Meter Länge, 19 Meter Breite und 15 Meter Höhe. Das Kellergeschoss war mit Bruchstein und Ziegeln gemauert. Außen war eine Verblendung mit Granit-Bruchstein verbaut. Die Gebäudeecken und die Einfassungen der Kellerfenster waren aus Ziegelstein. Auf das Kellergeschoss setzte das Ziegelmauerwerk der weiteren Geschosse auf. Die Fassade wurde durch Gurtgesimse und Bänder mit glasierten Ziegeln horizontal und durch Lisenen zwischen den Fensterachsen vertikal gegliedert. Für die Widerlager der Segmentbogenfenster im Erd- und zweiten Obergeschoss wurde Sandstein eingesetzt. Das Traufgesims war durch gleichmäßig angeordnete Kragsteine gestützt. Die Seitenflügel standen in der Art eines Risalits etwas aus der Bauflucht hervor. Der Zugang erfolgte zunächst an den Stirnseiten des Gebäudes über Außentreppen und nach Geschlechtern getrennt. Die im Mittelbau gelegenen Treppenhäuser waren über den Erdgeschossflur erreichbar. Später, als sich gemischte Klassen durchgesetzt hatten, erfolgte der Zugang über den Schulhof durch zwei an die Treppenhäuser angeschlossene Eingänge. Das Dach war als Walmdach ausgeführt. Es erhielt straßen- und hofseitig jeweils sechs kleine Rundgauben. Eine weitere Rundgaube befand sich im Walm der westlichen Stirnseite. Der östliche Walm hatte drei großzügigere Giebelgauben. Möglicherweise befand sich in diesem Bereich des Dachgeschosses eine Wohnung. Straßenseitig erhielt die Schule einen Uhrenaufsatz mit Sandsteineinfassung. Zwei Dachreiter an den Enden des Dachfirstes wurden nachträglich (vor 1915) aufgebaut und dienten vermutlich der Luftbeobachtung.

### Innenraumaufteilung
Das Gebäude war zweihüftig angelegt und verfügte über 16 Klassenzimmer. Im Erdgeschoss befanden sich vier Klassenräume, je zwei pro Flügel, sowie das Direktorenzimmer, das Konferenz- und Lehrerzimmer, die Bibliothek und zwei Lehrmittelräume. Die beiden Obergeschosse nahmen je sechs Klassenräume auf, davon je zwei in den Flügeln und zwei im Mittelbau. Im ersten Obergeschoss war noch der Zeichensaal und im zweiten Obergeschoss die Aula untergebracht. Die beiden Treppenhäuser lagen hofseitig jeweils am Rand des Mittelbaus. Weiterhin war im Gebäude die Dienstwohnung des Kastellans integriert. Die Kellerräume waren mit einer preußische Kappendecke überwölbt, die auf gemauerten Pfeilern und Wänden ruhte. Der Boden war mit Ziegelsteinen gepflastert.

### Turnhalle und Schulhof
Der Schulhof war mit einem Eisenzaun eingefriedet und ursprünglich nach Geschlechtern getrennt. Zentral im Hof lag die Turnhalle. Sie hatte eine Grundfläche von 21 mal 11 Metern, besaß ein Walmdach und war im Stil der Schule gleich. Die Segmentbogenfenster hatten Schlusssteine aus Sandstein. Zwischen der Halle und den beiden Hofzugängen befanden sich schiefergedeckte Holzkonstruktionen zum Übergang vom Schulgebäude zur Turnhalle. Toiletten waren der Turnhalle vorgelagert. Die Turnhalle ist in stark veränderter Form noch vorhanden und dient als Kfz-Werkstatt.